# Gl 204
Gliese 204 (také GJ 204, HD 36003, HIP 25623) je hvězda vzdálená přibližně 42,4 světelných let od Země. Nachází se v souhvězdí Orionu a je viditelná pouze dalekohledem. Jedná se o oranžového trpaslíka spektrálního typu K5V.

## Fyzikální vlastnosti
Gliese 204 je hvězda na hlavní posloupnosti, která získává svou energii fúzí vodíku. S povrchovou teplotou 4647 ± 88 K je chladnější než Slunce. Její luminozita odpovídá přibližně 18 % sluneční luminozity. Hmotnost hvězdy je mezi 60 a 75 % hmotnosti Slunce, zatímco její poloměr činí přibližně 70 % slunečního poloměru.
Některé vlastnosti hvězdy připomínají ε Indi, která je však čtyřikrát blíže k Zemi než Gliese 204.

## Chemické složení
Složení Gliese 204 zůstává nejednoznačné. Podle různých zdrojů se hodnota metalicity ([Fe/H], poměr železa k vodíku ve srovnání se Sluncem) pohybuje od +0,09 po -0,44.